# Odontophora villoti
Odontophora villoti is een rondwormensoort uit de familie van de Axonolaimidae. De wetenschappelijke naam van de soort is voor het eerst geldig gepubliceerd in 1959 door Luc & De Coninck.